# Duje Ćaleta-Car
Duje Ćaleta-Car (IPA: [dǔːje tɕâleta tsâr]; Sebenico, 17 settembre 1996) è un calciatore croato, difensore della Real Sociedad, in prestito dall'Olympique Lione, e della nazionale croata.

## Biografia
Nel maggio 2021 si è sposato con Adriana Đurđević, da cui ha avuto un figlio nell'agosto del medesimo anno (Mauro).

## Caratteristiche tecniche
Di ruolo difensore centrale, è imponente fisicamente e agisce sul centro destra.

## Carriera

### Club
Caleta-Car è stato ingaggiato dal FC Liefering nel 2014 dal FC Pasching. Ha fatto il suo debutto nella massima divisione austriaca il 25 luglio 2014 contro il Floridsdorfer. Grazie alle ottime prestazioni con la maglia della formazione biancorossa viene ingaggiato nell'estate del 2015 dal RB Salisburgo, compagine con cui colleziona 84 presenze in tre stagioni di campionato.
Nell'estate del 2018 viene acquistato dall'Olympique Marsiglia per 19 milioni di euro.
Il 1º settembre 2022 viene acquistato dal Southampton.
Il 2 agosto 2023, dopo avere trovato poco spazio nel club inglese, viene ceduto in prestito all'Olympique Lione.
L'8 luglio 2024 viene riscattato dal club francese.
Il 1° agosto 2025 viene ceduto in prestito alla Real Sociedad, nella Primera División spagnola.

### Nazionale

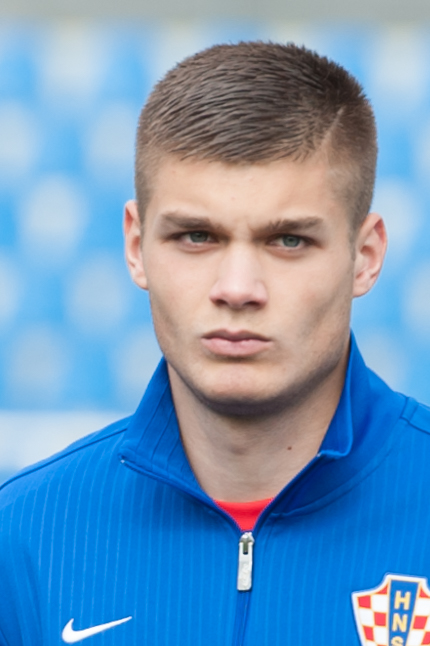
Caleta-Car con il Croazia -19 nel 2015.

Dopo aver fatto la trafila delle nazionali giovanili croate e dopo essere stato convocato in 3 occasioni senza esordire, il 3 giugno 2018 esordisce con la nazionale maggiore nell'amichevole pre-Mondiali contro il Brasile persa per 2-0 subentrando al 53' a Vedran Corluka. Il 4 giugno 2018 viene inserito nella lista definitiva dei 23 convocati per la competizione da giocare in Russia.
Il 17 maggio 2021 viene convocato per gli europei.
L'11 novembre 2021 realizza la sua prima rete con la nazionale nel successo per 1-7 contro Malta.

## Statistiche

### Presenze e reti nei club
Statistiche aggiornate al 30 giugno 2023.
| Stagione            | Squadra             | Campionato          | Campionato | Campionato | Coppe nazionali | Coppe nazionali | Coppe nazionali | Coppe continentali | Coppe continentali | Coppe continentali | Altre coppe | Altre coppe | Altre coppe | Totale | Totale |
| Stagione            | Squadra             | Comp                | Pres       | Reti       | Comp            | Pres            | Reti            | Comp               | Pres               | Reti               | Comp        | Pres        | Reti        | Pres   | Reti   |
| ------------------- | ------------------- | ------------------- | ---------- | ---------- | --------------- | --------------- | --------------- | ------------------ | ------------------ | ------------------ | ----------- | ----------- | ----------- | ------ | ------ |
| 2014-2015           | Salisburgo          | BL                  | 7          | 0          | CA              | 1               | 0               | UCL+UEL            | 0+1                | 0                  | -           | -           | -           | 9      | 0      |
| 2015-2016           | Salisburgo          | BL                  | 31         | 2          | CA              | 4               | 0               | UCL+UEL            | 0+2                | 0                  | -           | -           | -           | 37     | 2      |
| 2016-2017           | Salisburgo          | BL                  | 18         | 0          | CA              | 5               | 0               | UCL+UEL            | 5+3                | 0                  | -           | -           | -           | 31     | 0      |
| 2017-2018           | Salisburgo          | BL                  | 28         | 2          | CA              | 6               | 0               | UCL+UEL            | 4+15               | 0                  | -           | -           | -           | 53     | 2      |
| Totale Salisburgo   | Totale Salisburgo   | Totale Salisburgo   | 84         | 4          |                 | 16              | 0               |                    | 30                 | 0                  |             | -           | -           | 130    | 4      |
| 2018-2019           | Olympique Marsiglia | L1                  | 20         | 0          | CF+CdL          | 1+0             | 0               | UEL                | 5                  | 0                  | -           | -           | -           | 26     | 0      |
| 2019-2020           | Olympique Marsiglia | L1                  | 23         | 1          | CF+CdL          | 2+1             | 0               | -                  | -                  | -                  | -           | -           | -           | 26     | 1      |
| 2020-2021           | Olympique Marsiglia | L1                  | 33         | 2          | CF              | 1               | 0               | UCL                | 4                  | 0                  | SF          | 1           | 0           | 39     | 2      |
| 2021-2022           | Olympique Marsiglia | L1                  | 26         | 2          | CF              | 3               | 0               | UEL+UECL           | 3+6                | 0                  | -           | -           | -           | 38     | 2      |
| set. 2022           | Olympique Marsiglia | L1                  | 1          | 0          | CF              | 0               | 0               | UCL                | 0                  | 0                  | -           | -           | -           | 1      | 0      |
| Totale O. Marsiglia | Totale O. Marsiglia | Totale O. Marsiglia | 103        | 5          |                 | 8               | 0               |                    | 18                 | 0                  |             | 1           | 0           | 130    | 5      |
| set. 2022-2023      | Southampton         | PL                  | 13         | 1          | FACup+CdL       | 2+4             | 1+0             | -                  | -                  | -                  | -           | -           | -           | 19     | 2      |
| 2023-2024           | Olympique Lione     | L1                  | 0          | 0          | CF              | 0               | 0               | -                  | -                  | -                  | -           | -           | -           | 0      | 0      |
| Totale carriera     | Totale carriera     | Totale carriera     | 200        | 10         |                 | 30              | 1               |                    | 48                 | 0                  |             | 1           | 0           | 279    | 11     |

### Cronologia presenze e reti in nazionale
| Cronologia completa delle presenze e delle reti in nazionale ― Croazia | Cronologia completa delle presenze e delle reti in nazionale ― Croazia | Cronologia completa delle presenze e delle reti in nazionale ― Croazia | Cronologia completa delle presenze e delle reti in nazionale ― Croazia | Cronologia completa delle presenze e delle reti in nazionale ― Croazia | Cronologia completa delle presenze e delle reti in nazionale ― Croazia | Cronologia completa delle presenze e delle reti in nazionale ― Croazia | Cronologia completa delle presenze e delle reti in nazionale ― Croazia |
| Data                                                                   | Città                                                                  | In casa                                                                | Risultato                                                              | Ospiti                                                                 | Competizione                                                           | Reti                                                                   | Note                                                                   |
| ---------------------------------------------------------------------- | ---------------------------------------------------------------------- | ---------------------------------------------------------------------- | ---------------------------------------------------------------------- | ---------------------------------------------------------------------- | ---------------------------------------------------------------------- | ---------------------------------------------------------------------- | ---------------------------------------------------------------------- |
| 3-6-2018                                                               | Liverpool                                                              | Brasile                                                                | 2 – 0                                                                  | Croazia                                                                | Amichevole                                                             | -                                                                      | 53’                                                                    |
| 26-6-2018                                                              | Rostov                                                                 | Islanda                                                                | 1 – 2                                                                  | Croazia                                                                | Mondiali 2018 - 1º turno                                               | -                                                                      |                                                                        |
| 21-3-2019                                                              | Zagabria                                                               | Croazia                                                                | 2 – 1                                                                  | Azerbaigian                                                            | Qual. Euro 2020                                                        | -                                                                      |                                                                        |
| 16-11-2019                                                             | Fiume                                                                  | Croazia                                                                | 3 – 1                                                                  | Slovacchia                                                             | Qual. Euro 2020                                                        | -                                                                      | 13’                                                                    |
| 19-11-2019                                                             | Pola                                                                   | Croazia                                                                | 2 – 1                                                                  | Georgia                                                                | Amichevole                                                             | -                                                                      | 46’                                                                    |
| 8-9-2020                                                               | Saint-Denis                                                            | Francia                                                                | 4 – 2                                                                  | Croazia                                                                | UEFA Nations League 2020-2021 - 1º turno                               | -                                                                      | 34’                                                                    |
| 7-10-2020                                                              | San Gallo                                                              | Svizzera                                                               | 1 – 2                                                                  | Croazia                                                                | Amichevole                                                             | -                                                                      |                                                                        |
| 11-10-2020                                                             | Zagabria                                                               | Croazia                                                                | 2 – 1                                                                  | Svezia                                                                 | UEFA Nations League 2020-2021 - 1º turno                               | -                                                                      |                                                                        |
| 11-11-2020                                                             | Istanbul                                                               | Turchia                                                                | 3 – 3                                                                  | Croazia                                                                | Amichevole                                                             | -                                                                      | 54’                                                                    |
| 14-11-2020                                                             | Solna                                                                  | Svezia                                                                 | 2 – 1                                                                  | Croazia                                                                | UEFA Nations League 2020-2021 - 1º turno                               | -                                                                      | 35’                                                                    |
| 27-3-2021                                                              | Fiume                                                                  | Croazia                                                                | 1 – 0                                                                  | Cipro                                                                  | Qual. Mondiali 2022                                                    | -                                                                      | 48’                                                                    |
| 30-3-2021                                                              | Fiume                                                                  | Croazia                                                                | 3 – 0                                                                  | Malta                                                                  | Qual. Mondiali 2022                                                    | -                                                                      |                                                                        |
| 1-6-2021                                                               | Velika Gorica                                                          | Croazia                                                                | 1 – 1                                                                  | Armenia                                                                | Amichevole                                                             | -                                                                      |                                                                        |
| 6-6-2021                                                               | Bruxelles                                                              | Belgio                                                                 | 1 – 0                                                                  | Croazia                                                                | Amichevole                                                             | -                                                                      |                                                                        |
| 13-6-2021                                                              | Londra                                                                 | Inghilterra                                                            | 1 – 0                                                                  | Croazia                                                                | Euro 2020 - 1º turno                                                   | -                                                                      | 42’                                                                    |
| 28-6-2021                                                              | Copenaghen                                                             | Croazia                                                                | 3 – 5 dts                                                              | Spagna                                                                 | Euro 2020 - Ottavi di finale                                           | -                                                                      | 84’                                                                    |
| 1-9-2021                                                               | Mosca                                                                  | Russia                                                                 | 0 – 0                                                                  | Croazia                                                                | Qual. Mondiali 2022                                                    | -                                                                      | 84’                                                                    |
| 7-9-2021                                                               | Spalato                                                                | Croazia                                                                | 3 – 0                                                                  | Slovenia                                                               | Qual. Mondiali 2022                                                    | -                                                                      | 77’                                                                    |
| 8-10-2021                                                              | Larnaca                                                                | Cipro                                                                  | 0 – 3                                                                  | Croazia                                                                | Qual. Mondiali 2022                                                    | -                                                                      |                                                                        |
| 11-11-2021                                                             | Ta' Qali                                                               | Malta                                                                  | 1 – 7                                                                  | Croazia                                                                | Qual. Mondiali 2022                                                    | 1                                                                      |                                                                        |
| 26-3-2022                                                              | Osijek                                                                 | Croazia                                                                | 1 – 1                                                                  | Slovenia                                                               | Amichevole                                                             | -                                                                      | 73’                                                                    |
| 29-3-2022                                                              | Al Rayyan                                                              | Croazia                                                                | 2 – 1                                                                  | Bulgaria                                                               | Amichevole                                                             | -                                                                      | 33’, 63’                                                               |
| 3-6-2022                                                               | Osijek                                                                 | Croazia                                                                | 0 – 3                                                                  | Austria                                                                | UEFA Nations League 2022-2023 - 1º turno                               | -                                                                      | 74’                                                                    |
| 23-3-2024                                                              | Il Cairo                                                               | Tunisia                                                                | 0 – 0 (4 – 5 dtr)                                                      | Croazia                                                                | Amichevole                                                             | -                                                                      | 59’                                                                    |
| 5-9-2024                                                               | Lisbona                                                                | Portogallo                                                             | 2 – 1                                                                  | Croazia                                                                | UEFA Nations League 2024-2025 - 1º turno                               | -                                                                      | 46’                                                                    |
| 8-9-2024                                                               | Osijek                                                                 | Croazia                                                                | 1 – 0                                                                  | Polonia                                                                | UEFA Nations League 2024-2025 - 1º turno                               | -                                                                      |                                                                        |
| 12-10-2024                                                             | Zagabria                                                               | Croazia                                                                | 2 – 1                                                                  | Scozia                                                                 | UEFA Nations League 2024-2025 - 1º turno                               | -                                                                      |                                                                        |
| 15-11-2024                                                             | Glasgow                                                                | Scozia                                                                 | 1 – 0                                                                  | Croazia                                                                | UEFA Nations League 2024-2025 - 1º turno                               | -                                                                      | 40’                                                                    |
| 18-11-2024                                                             | Spalato                                                                | Croazia                                                                | 1 – 1                                                                  | Portogallo                                                             | UEFA Nations League 2024-2025 - 1º turno                               | -                                                                      |                                                                        |
| 20-3-2025                                                              | Spalato                                                                | Croazia                                                                | 2 – 0                                                                  | Francia                                                                | UEFA Nations League 2024-2025 - Quarti di finale                       | -                                                                      |                                                                        |
| 23-3-2025                                                              | Saint-Denis                                                            | Francia                                                                | 2 – 0 dts (5 – 4 dtr)                                                  | Croazia                                                                | UEFA Nations League 2024-2025 - Quarti di finale                       | -                                                                      | 61’                                                                    |
| 6-6-2025                                                               | Faro                                                                   | Gibilterra                                                             | 0 – 7                                                                  | Croazia                                                                | Qual. Mondiali 2026                                                    | -                                                                      |                                                                        |
| 9-6-2025                                                               | Osijek                                                                 | Croazia                                                                | 5 – 1                                                                  | Rep. Ceca                                                              | Qual. Mondiali 2026                                                    | -                                                                      | 87’                                                                    |
| Totale                                                                 |                                                                        | Presenze                                                               | 33                                                                     |                                                                        | Reti                                                                   | 1                                                                      |                                                                        |

## Palmares

### Club

#### Competizioni nazionali
- Campionato austriaco: 2

Salisburgo: 2016-2017, 2017-2018
- Coppa d'Austria: 1

Salisburgo: 2016-2017